# Octonoba longshanensis
Octonoba longshanensis är en spindelart som beskrevs av Xie et al. 1997. Octonoba longshanensis ingår i släktet Octonoba och familjen krusnätsspindlar. Inga underarter finns listade i Catalogue of Life.